# Biovičino Selo
Biovičino Selo je naselje u  Općine Kistanje u Šibensko-kninskoj županiji.

## Zemljopis
Nalazi se oko 12 kilometara sjeverno od Kistanja. Sastoji se od  zaseoka: Donje Selo, Brljug, Gornje Selo i Potkrš.

## Povijest
Prvo naselje na mjestu današnjeg Biovičinog Sela nastalo je oko 300. godine, za vrijeme vladavine Rimljana.[nedostaje izvor]
Biovičino Selo se od 1991. do 1995. godine nalazilo pod srpskom okupacijom.

## Stanovništvo
Prema popisu iz 2011. naselje je imalo 223 stanovnika.
| broj stanovnika | 651   | 673   | 716   | 833   | 933   | 980   | 1319  | 1113  | 1205  | 1338  | 1348  | 1282  | 1113  | 948   | 186   | 223   | 133   |
|                 | 1857. | 1869. | 1880. | 1890. | 1900. | 1910. | 1921. | 1931. | 1948. | 1953. | 1961. | 1971. | 1981. | 1991. | 2001. | 2011. | 2021. |